# DR P7 Mix
DR P7 Mix (Eigenschreibweise: DR P7 MIX) war ein öffentlich rechtlicher dänischer Radiosender. 
Der Sender spielte schwerpunktmäßig Popmusik und Soft Rock und ging am 6. Juni 2011 aus den beiden Station DR Soft und DR Hit hervor.
Im September 2018 gab Danmarks Radio bekannt, dass in den kommenden zwei Jahren massiv Stellen abgebaut und Programme eingestellt werden, dies betraf in dem Zusammenhang auch P7 MIX. Zum 2. Januar 2020 wurde schließlich der Sendebetrieb eingestellt. Zuletzt erreicht der Sender im Jahr 2019 etwa 110.000 Hörer pro Tag.

## Empfang
Das Programm verstand sich als "Digital only" Angebot und sendete ausschließlich im Web als Stream und landesweit via DAB+.